# Festiwal Fyre
Festiwal Fyre, Fyre Festival – nieudany „luksusowy festiwal muzyczny”, zorganizowany przez Billy'ego McFarlanda, dyrektora generalnego Fyre Media Inc i rapera Ja Rule. Stworzyli go z myślą o promowaniu aplikacji Fyre, służącej do wynajmowania muzyków. Festiwal miał odbyć się w dniach 28-30 kwietnia oraz 5-7 maja 2017 roku na bahamskiej wyspie Great Exuma.. 
Impreza promowana była na Instagramie przez czołowych amerykańskich influencerów, w tym Kendall Jenner, Bellę Hadid czy Emily Ratajkowski.
W trakcie inauguracyjnego weekendu festiwalu napotkano na szereg problemów organizacyjnych związanych z bezpieczeństwem, żywnością, zakwaterowaniem, usługami medycznymi i kontaktem z artystami. Zamiast obiecanych luksusowych willi i wykwintnych potraw, za które uczestnicy festiwalu zapłacili tysiące dolarów, otrzymali kanapki i namioty Federalnej Agencji Zarządzania Kryzysowego.
Obecnie organizatorzy festiwalu są przedmiotem ośmiu procesów sądowych, w których oskarżani są między innymi o oszustwo. 11 października 2018 roku McFarland został skazany na 6 lat więzienia i zapłatę 26 milionów dolarów odszkodowania dla inwestorów. 
Na podstawie wydarzeń nakręcono dwa filmy: Fyre Fraud oraz Fyre, najlepsza impreza która nigdy się nie zdarzyła.

## Planowanie i organizacja

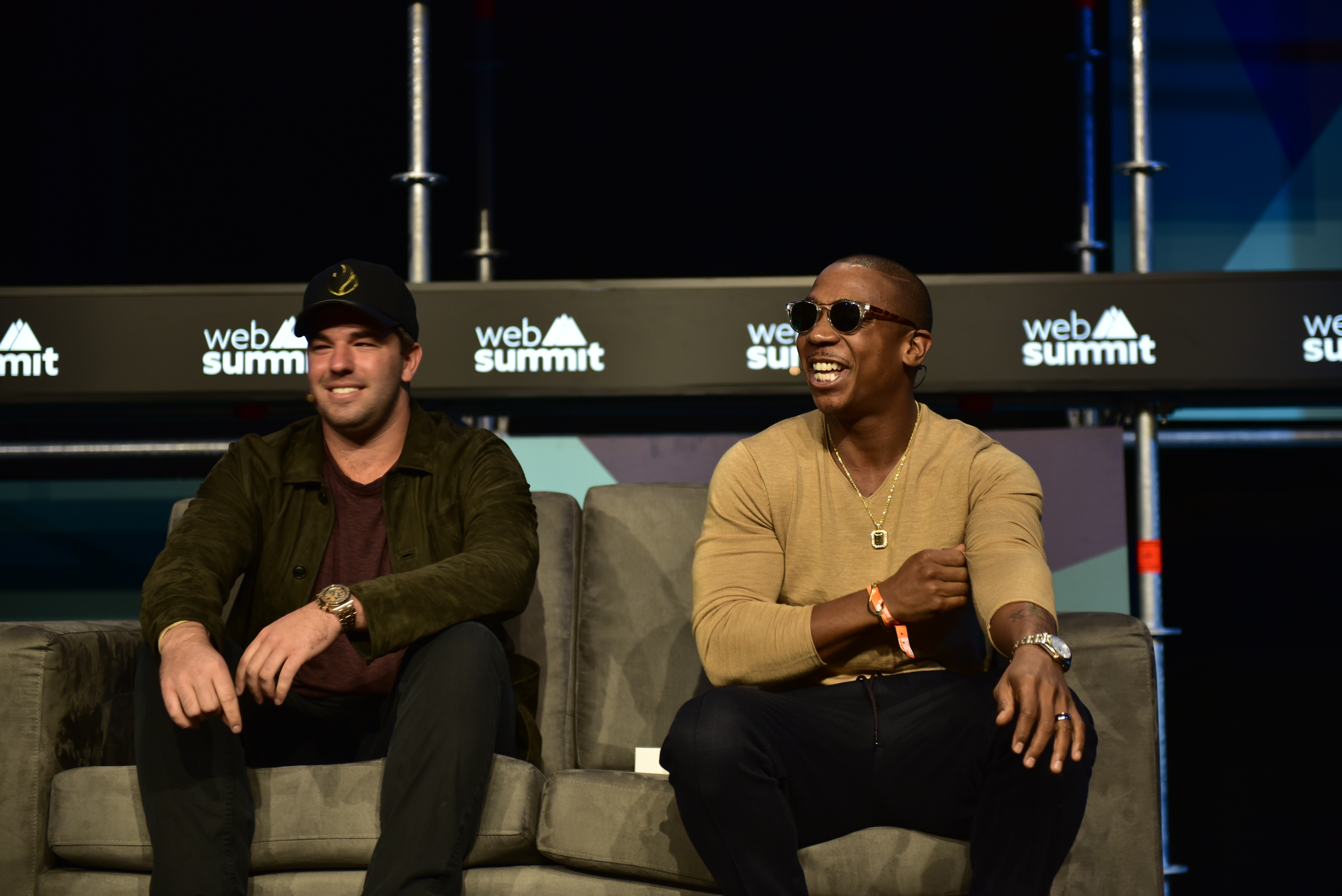
Billy McFarland i Ja Rule na Web Summit

Festiwal został zorganizowany przez Billy'ego McFarlanda i Ja Rule w celu promowania aplikacji Fyre. Na pomysł organizacji festiwalu wpadli w trakcie lotu nad Bahama, kiedy natrafili na bezludną wyspę Norman's Cay, należącą do Carlosa Lehdera Rivasa, narkotykowego bossa kartelu Medellin. McFarland postanowił wydzierżawić wyspę od obecnych właścicieli pod ścisłym warunkiem – wynajmującemu nie wolno było mówić o powiązaniach wyspy z Pablem Escobarem. 
Do promocji festiwalu i wyspy wynajęto najpopularniejsze modelki. Materiał promocyjny nakręcono na Norman's Cay. Już na początku 2017 roku McFarland naruszył warunki umowy, gdy w mediach społecznościowych ukazało się promocyjne wideo, reklamujące wyspę jako „należącą niegdyś do Pabla Escobara”. Po publikacji materiału właściciele zerwali umowę z McFarlandem, który musiał zacząć szukać nowego miejsca do zorganizowania festiwalu.
Rząd Bahamów dał McFarlandowi zezwolenie na wykorzystanie terenu na wyspie Great Exuma. Mimo to, materiały publikowane w mediach społecznościowych fałszowały rzeczywistość, nadal promując poprzednią wyspę jako miejsce wydarzenia.
12 grudnia 2016 roku Kendall Jenner, Emily Ratajkowski i inni wpływowi influencerzy zamieścili jednocześnie na swoim Instagramie obraz przedstawiający pomarańczowy kwadrat ze stylizowanym logo płomienia. Kliknięcie w logo otwierało promocyjne wideo pokazujące Bellę Hadid i inne modelki biegnące wzdłuż tropikalnej plaży. To był początek kampanii promocyjnej Festiwalu Fyre. Festiwal zaplanowano na dwa weekendy w kwietniu i maju 2017 roku. Bilety kosztowały od 500 do 1500 dolarów. Były również dostępne pakiety VIP, zawierające bilety lotnicze i luksusowe namioty za 12 tysięcy dolarów. Klientom obiecano noclegi w nowoczesnych, ekologicznych, geodezyjnych kapsułach oraz posiłki od sławnych szefów kuchni. Na liście wykonawców znaleźli się m.in. Pusha T, Tyga, Desiigner, Blink 182, Major Lazer, Disclosure, Migos, Kaytranada, Lil Yachty, Matoma, Klingande, Skepta, Claptone, Le Youth, Tensnake czy Lee Burridge.
W ciągu pierwszych 24 godzin od uruchomienia sprzedaży wykupiono 95% biletów, czego następstwem było wynajęcie linii lotniczych, aby czarterować festiwalowiczów z Miami na wyspę oraz zatrudnienie firm świadczących usługi medyczne i cateringowe. Ta ostatnia wycofała się na kilka tygodni przed festiwalem. Na jej miejsce wynajęto nową obsługę gastronomiczną, której zmniejszono budżet z pierwotnie przyjętych 6 na 1 milion dolarów.
W marcu 2017 roku Fyre zatrudnił weterana w organizacji festiwali, Yarona Laviego. Yaron natychmiast zauważył, że nie ma szansy na zorganizowanie festiwalu w takiej formie, w jakiej założyli to sobie McFarland i Ja Rule. Jeden z organizatorów wydarzenia w piśmie do magazynu New York stwierdził, że od co najmniej połowy marca pojawiały się poważne problemy z organizacją festiwalu. W pewnym momencie zgodzono się na jego całkowite odwołanie w 2017 roku i przełożenie go na rok 2018. Plany te zostały w ostatniej chwili odwołane, zapadła decyzja o kontynuowaniu wydarzenia zgodnie z pierwotnym planem.
W międzyczasie Comcast Ventures rozważał inwestycję 25 milionów dolarów w aplikację Fyre, co według McFarlanda pozwoliłoby na dalsze finansowanie festiwalu. Ostatecznie Comcast Ventures wycofał się z inwestycji, ponieważ McFarland nie był w stanie przedstawić wystarczających dowodów na poparcie swojej wyceny Fyre Media Inc.
Po upadku umowy z firmą Comcast, McFarland otrzymał tymczasowe finansowanie za pośrednictwem inwestora Ezry Birnbauma, który wymagał od firmy spłaty co najmniej 500 tysięcy dolarów z zaciągniętej pożyczki w ciągu 16 dni. Mniej więcej w tym samym czasie Fyre poinformował posiadaczy biletów, że wydarzenie będzie bezgotówkowe, zachęcając uczestników do postawienia 1500 dolarów z góry na cyfrowe konto Fyre Band w celu pokrycia kosztów dodatkowych. Każdemu uczestnikowi miał zostać wydany identyfikator podobny do smartwatcha, z technologią RFID, do używania na wyspie. Zadecydowano tak pomimo ostrzeżeń, że takie cyfrowe bransolety będą bezużyteczne z powodu słabego połączenia Wi-Fi na wyspie. Uczestnicy festiwalu zasilili Fyre Band o dodatkowe 2 milionów dolarów, z których 40%, zgodnie z pozwem złożonym później przez Birnbauma, zostało wykorzystane przez McFarlanda do spłaty pożyczki krótkoterminowej.

## Dzień festiwalu

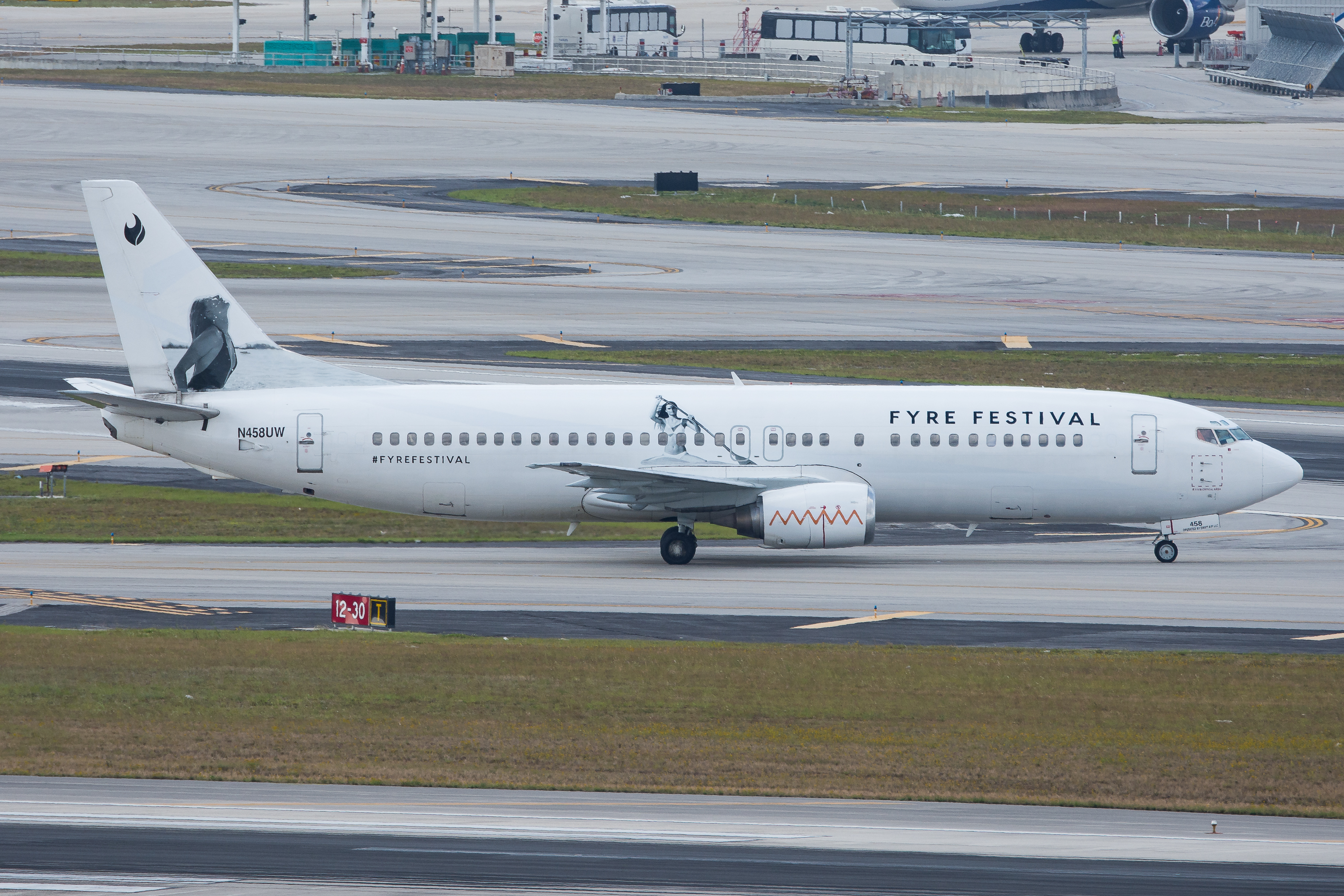
Samolot z logo Festiwalu Fyre

Wczesnym rankiem, 27 kwietnia, na Exumie spadł ulewny deszcz, który zalał otwarte namioty i materace gości przybywających tego samego dnia na wyspę. Pierwsi pasażerowie lecący z Portu Lotniczego w Miami wylądowali o godzinie 6:20 na lotnisku na wyspie Exuma. Tego popołudnia zespół Blink 182 ogłosił, że wycofuje się z festiwalu.
Pierwszych gości przetransportowano do restauracji na spontaniczną imprezę na plaży, gdzie musieli czekać sześć godzin na dalsze instrukcje. W tym czasie kontynuowano przygotowania do wydarzenia na polu namiotowym. Gdy przewieziono gości na miejsce festiwalu, rozpoczęła się walka o namioty i materace. Po zmroku na scenie wystąpiła grupa lokalnych muzyków. Byli to jedyni artyści, którzy wystąpili na Festiwalu Fyre. Wczesnym rankiem ogłoszono, że festiwal zostaje odwołany, a uczestnicy zostaną jak najszybciej przetransportowani do Miami.
Pierwszy lot powrotny odbył się 28 kwietnia o 1:30 nad ranem.

## Influencerzy
Wydarzenie promowane było na Instagramie przez rodzinę Kardashian, Kendall Jenner (która za tę reklamę otrzymała 250 000 dolarów), Bellę Hadid, Emily Ratajkowski, Hailey Bieber, Elsę Hosk, Chanel Iman, Laisę Ribeiro, Alessandrę Ambrosio, Shaninę Shaik, Nadinę Leopold, Rosę Bertram, Gizelę Oliveira, Hannah Ferguson i inne aktorki i influencerki. Ratajkowski była jedyną osobą, która używała hasztagu #ad, oznaczając swój post jako reklamę.
Hadid przeprosiła za udział w promocji. Bieber poinformowała, że przekazała całą swoją gażę na cele charytatywne.

## Następstwa
Ja Rule zamieścił na Twitterze notkę z informacją, że to nie było oszustwo i niepowodzenie festiwalu nie jest jego winą.
Ministerstwo Turystyki Bahamów przeprosiło uczestników w imieniu narodu.

### Sprawy sądowe
W wyniku fiaska festiwalu, McFarland i Ja Rule są przedmiotem pozwu na 100 milionów dolarów w stanie Kalifornia. Pozew został złożony przez prawnika Marka Geragosa w imieniu powoda Daniela Junga. Sprawa Daniela dotyczy oszustwa, naruszenia umowy oraz umyślnego wprowadzania w błąd. W Los Angeles adwokat John Girardi złożył w imieniu trzech uczestników pozew zbiorowy przeciwko Fyre Media Inc, McFarlandowi, Ja Rule oraz organizatorom wydarzeń. Powód twierdzi, że organizatorzy wprowadzili w błąd gości uczestniczących w festiwalu, płacąc ponad 400 osobom z mediów społecznościowych i celebrytom, za jego promocję.
Trzeci pozew został złożony w sądzie federalnym w Nowym Jorku przeciwko Ja Rule, McFarlandowi, Fyre Media Inc i dyrektorowi ds. marketingu Grantowi Margolinowi. Powodowie, Matthew Herlihy i Anthony Lauriello, oskarżyli organizatorów festiwalu o fałszywe oświadczenia materialne, zaniedbania, oszustwa i naruszenie przepisów dotyczących ochrony konsumentów.
4 maja kolejny pozew złożył National Event Services (NES), który na Fyre Festival miał świadczyć usługi medyczne. W pozwie twierdzi, że doznał szkody w wysokości 250 tysięcy dolarów z powodu naruszenia umowy, oszustwa i zaniedbania przez organizatorów. Również w maju, uczestnik festiwalu Andrew Petrozziello, złożył pozew w sądzie federalnym w New Jersey, zarzucając organizatorom naruszenie ustawy o prawie konsumenckim i naruszenie postanowień umowy.
Szósty pozew złożony został w sądzie federalnym Florydy jako pozew zbiorowy i dotyczy domniemania oszustwa, zaniedbania i naruszenia umowy. Powodowie, Kenneth i Emily Reel, oskarżyli organizatorów o wysyłanie listów o rozwiązaniu umowy do osób, które krytykowały festiwal w mediach społecznościowych. 
Siódmy pozew sądowy został złożony w sądzie federalnym na Manhattanie jako pozew zbiorowy w imieniu Seana Daly'ego i Edwarda Ivey. Oprócz wykroczeń wspomnianych w innych procesach sądowych, ten pozew dotyczy również bezpodstawnego wzbogacenia i naruszenia prawa biznesowego stanu Nowy Jork. 
Ósmy pozew złożono w sądzie okręgowym w hrabstwie Suffolk w Bostonie w imieniu sprzedawcy Tablelist. Firma twierdzi, że organizatorzy festiwalu i finansowi poplecznicy naruszyli umowę i oszukańczo zwodzili Tablelist oraz osoby kupujące bilety. Tablelist żąda zwrotu 3,5 miliona dolarów.
3 lipca 2018 roku dwie osoby z Północnej Karoliny otrzymały 5 milionów dolarów odszkodowania.

### Sprawy karne
21 maja 2017 roku The New York Times poinformował, że McFarland i jego współpracownicy zostali przesłuchani przez Federalne Biuro Śledcze. 
6 marca 2018 roku McFarland przyznał się do popełnienia jednego oszustwa. Sąd nakazał Billy'emu zapłacenie inwestorom 26 milionów dolarów odszkodowania. 
11 października 2018 roku McFarland został skazany na 6 lat więzienia. Karę odbywał w więzieniu w Federal Correctional Institution w Otisville, w hrabstwie Orange w stanie Nowy Jork. Został zwolniony z więzienia 30 marca 2022 roku w celu przeniesienia do ośrodka przejściowego. Jego pobyt w areszcie domowym zakończył się we wrześniu 2022 r.

## Filmy
W 2019 roku ukazały się dwa filmy dokumentalne, które przedstawiają sprawę Fyre Festival i McFarlanda.
Fyre Fraud, amerykański film dokumentalny w reżyserii Jenner Furst i Julii Willoughby Nason, miał swoją premierę 14 stycznia 2019 roku w Hulu. 
18 stycznia 2019 roku Netflix opublikował film Fyre, najlepsza impreza która nigdy się nie zdarzyła. Film wyreżyserowany przez Chrisa Smitha zawiera wywiady z organizatorami wydarzeń i uczestnikami festiwalu.